# TZ-45
TZ-45 — итальянский пистолет-пулемёт. 

## История
Пистолет-пулемёт разработали братья оружейники Tonon Giandoso и Zorzoli Giandoso и оно получило наименование TZ по их именам. Поскольку оружие создавалось в условиях войны, в его конструкции заметно стремление к использованию элементов стандартизации с другим оружием, в это время использовавшимся итальянскими войсками (TZ-45 использует магазины от пистолетов-пулемётов Beretta MAB 38 и FNAB-43).
Производство оружия было освоено на предприятии "Armaguerra Cremona" в городе Кремона и до конца второй мировой войны было выпущено около шести тысяч TZ-45, которые в основном поступили в вооружённые формирования "республики Сало" и использовались в ходе операций против итальянских партизан в Северной Италии.
После окончания войны несколько трофейных TZ-45 были вывезены в США и Великобританию, они были изучены и признаны не представляющим интереса устаревшим оружием.
В начале 1950-х годов в Бирме была предпринята попытка наладить производство TZ-45 для вооружённых сил (под наименованием BA-52), в Италии была куплена лицензия и конструкторы совершили поездку в страну. Точное количество выпущенных BA-52 и период, в течение которого они использовались неизвестны.

## Описание
TZ-45 работает, используя энергию отдачи свободного затвора, и сделано частично из штампованных, частично из фрезерованных и выточенных на станке деталей. TZ-45 снабжён предохранителем в виде L-образного рычага прямо за горловиной магазина, он также выполняет функцию передней рукоятки. При нажатии на вертикальную часть рычага, горизонтальный рычаг опускается, чтобы верхний его выступ отодвинулся от затвора и оружие могло стрелять.
Оружие использует коробчатые магазины от пистолетов-пулемётов Beretta MAB 38 и FNAB-43 на 10, 20, 32 и 40 патронов.
Устройство, похожее на предохранитель некоторых моделей пистолета-пулемёта Мадсен, не позволяет стрелять одной рукой. TZ имеет складной приклад. Верхняя часть ствола рядом с дулом имеет дульный тормоз-компенсатор.

## Варианты и модификации
- ВА-52 - лицензионный вариант, выпускавшийся в Бирме[2][1]. Он стал первым образцом огнестрельного оружия, выпуск которого был освоен на территории Бирмы[3].

## Страны-эксплуатанты
- Италия[1]
- Мьянма[1]
- США - некоторое количество пистолетов-пулемётов TZ-45 выпуска до 1946 года было продано в США в качестве коллекционного гражданского оружия[4]